# Trojno nazivlje
Trojno nazivlje je nazivlje koje čine tri imena u nazivu za vrstu životinja. Naziv je za vrstu životinja unutar roda u kojemu postoji već više različitih vrsta. Trojno ime se daje kako bi što bliže opisala vrsta o kojoj je riječ; znači druge dvije riječi opisuju pobliže vrstu unutar nekog roda dok prva riječ označava ime roda o kojem je riječ.